# Beata germaini
Beata germaini là một loài nhện trong họ Salticidae.
Loài này thuộc chi Beata. Beata germaini được Eugène Simon miêu tả năm 1902.